# کارل کاوفمان
کارل کاوفمان (به آلمانی: Karl Kaufmann) (زاده ۱۰ اکتبر ۱۹۰۰ - درگذشته ۴ دسامبر ۱۹۶۹) یک سیاستمدار آلمانی در دوره رایش سوم و از سال ۱۹۲۹ تا سال ۱۹۴۵ گولایتر هامبورگ بود.